# Satura (album)
Satura è il terzo album dei Lacrimosa, pubblicato nel 1993.
Le tematiche sono sempre tetre come negli album precedenti, ma di tanto in tanto, in mezzo alla deprimente cornice, comincia a comparire qualche sprazzo isolato di luce.
Inizia inoltre l'introduzione più stabile nel sound di chitarre elettriche e basso, elementi rock che lentamente vengono sempre più messi in risalto.

## Tracce
1. Satura – 9:21
2. Erinnerung – 5:41
3. Crucifixio – 6:25
4. Versuchung – 8:40
5. Das Schweigen – 8:05
6. Flamme im Wind – 10:34

## Musicisti
- Tilo Wolff - voce e batteria
- Natascha Pickel - monologo nel brano Erinnerung
- Sebastian Hausmann - chitarre e basso
- Sabina Rehmann - violino)